# حرف عطف
حروف العطف تسعة: ستة منها تفيد المشاركة بين المعطوف والمعطوف عليه في الحكم والإِعراب معاً وهي (الواو) و(الفاء) و(ثم) و(حتى) و(أو) و(أم)، والثلاثة الباقية تعطي المعطوف حركة المعطوف عليه دون المشاركة في الحكم، وهي (بل) و(لا) و(لكن)،
والعطف لغة المَيْل، وعطف فلان على فلان أي أشفق عليه ومال نحوه،
أما في الاصطلاح اللغوي والنحوي فهو ربط لفظ بلفظ سواء كان فعلاً أم اسماً أم جملة بشرط أن يُعطف على مثل ما عطف به.

## أقسام العطف
للعطف قسمان:

### عطف البيان
عطف البيان هو تابع جامد يشبه الصفة في توضيح متبوعه إن كان معرفة وفي تخصيصه إن كان نكرة، لكن يشترط فيه أن يكون التابع أشد وضوحا من المتبوع وإلا كان بدلا، وهنا وجب الانتباه جيدا للتفريق بين البدل وعطف البيان،
على سبيل المثال:
في جملة {جاء أخوها خالد} خالد بدل لأن أخوها الذي هو المتبوع كان أشد وضوحا من خالد، وأما في جملة (جاء خالد أخوها) فأخوها عطف بيان حيث أنه كان أشد وضوحا من المتبوع خالد الذي لم يذكر منه غير صفة، كما أن الجملة البدلية تبقى سليمة إذا ما أسقطنا عنها البدل أو المبدل منه، ففي جملة (جاء خالد الشاعر) يصح لنا أن نقول (جاء خالد) أو (جاء الشاعر) غير أن هذا ليس جائزا دائما في عطف البيان مثل جملة {يا زيد الفاضل} لا يصح أن نقول {يا الفاضل}.

### عطف النسق
عطف النسق هو أن يتوسط بين التابع وبين متبوعه أحد أحرف العطف التسعة: ستة منها تفيد المشاركة بين المعطوف والمعطوف عليه في الحكم والإِعراب معاً وهي ((الواو)) و((الفاء)) و((ثم)) و((حتى)) و((أو)) و((أم)). والثلاثة الباقية تعطي المعطوف حركة المعطوف عليه دون المشاركة في الحكم، وهي ((بل)) و((لا)) و((لكن)). وإِليك أَحوالها بالتفصيل:
الواوتفيد المشاركة بين المعطوف والمعطوف عليه في الحكم والإِعراب، مثل (سافر أَحمد وسليم)، ولا تدل على ترتيب بينهما ولا تعقيب، إِذ يمكن أَن يكون أَحمد سافر قبل، أَو سليم سافر قبل، كما يمكن أَن يكونا سافرا معاً.
ولا يجوز أَن يعطف بغير الواو بعدما لا يكون إلا من متعدد كأَفعال المشاركة: (اختصم بكرٌ وزيدٌ، جلست بين أَخي وأَبي).
الفاءكالواو تماماً إِلا أَنها تفيد الترتيب مع التعقيب، فقولنا (سافر أَحمدُ فسليمُ) نصٌّ على أَن المسافر الأَول أَحمد، وسليم سافر عقبه بلا مهلة بينهما.
وكثيراً ما تتضمن مع الترتيب معنى السببية في عطف الجمل مثل: (اجتهدت فنجحت).
ثمتفيد الترتيب مع التراخي، فالجملة (سافر أَحمد ثم سليم) تدل على أَن سليماً سافر بعد أَحمد بمهلة متراخية.
حتىتفيد الغاية مثل: غادر المحتفلون الساحةَ حتى الصبيانُ، نفِد صبر الناس حتى حلمائهم، أَكلت السمكة حتى رأْسَها. وللعطف بها شروط ثلاثة:
- أن يكون المعطوف اسماً ظاهراً غير ضمير.
- أَن يكون جزءاً من المعطوف عليه أَو كالجزءِ منه.
- أَن يكون غاية لما قبله في الرفعة أَو الضعة.

أولتعيين أحد الشيئين مثل: يحسن أن تشغل نفسك بالقراءة أو الرياضة، اشتر تفاحاً أَو خوخاً. فإن تقدمهما طلب كانت للتخيير أَو الإباحة: سافرْ أَو أَقمْ، جالس العلماءَ أَو الصلحاءَ. والفرق بينهما أَن التخيير يكون فيما لا يجمع بينهما، (فعش واحداً أو صل أخاك) والإباحة تكون فيما يمكن الجمع بينهما (اشرب عصيراً أو ماء).
وإن لم يتقدمها طلب كانت لأَحد المعاني الآتية:
للشك مثل: (هم ستة أَو سبعة).
للإِبهام مثل: (أَنا أوأَنت مخطئٌ) المتكلم يعرف أَن المخاطب مخطئٌ لكنه أورد ذلك في صيغة مبهمة تلطيفاً وتأَدباً.
للإِضراب مثل: (استدعِ لي خالداً، أَو اجلس) فلا يعنيني أَمره (بمعنى بل).
للتقسيم مثل: (الكلمة اسم أَو فعل أو حرف).
للتفصيل مثل: {وَقالُوا كُونُوا هُوداً أَوْ نَصارَى تَهْتَدُوا} المعنى: قالت اليهود: كونوا هوداً تهتدوا، وقالت النصارى: كونوا نصارى تهتدوا.
وقولنا: (لتعيين أَحد الشيئين) بجمع ذلك كله.
تنبيه: تؤدي ((إما)) معنى ((أَو)) فتقول مثلاً: جالس إِما العلماءَ وإِما الصلحاءَ، هم إِما ستة وإِما سبعة. وليست حرف عطف.
أم متصلة أَو منقطعةفالمتصلة مثل: (أَأَنت الناجح أَم أَخوك؟) (سواءٌ علينا أَوعظت أَم لم تكن من الواعظين). ويسبقها همزة استفهام أَو همزة تسوية كما رأَيت، ويشترك ما قبلها وما بعدها في الحكم وفي حركة الإعراب ولا يستغنى بأَحدهما عن الآخر.
والمنقطعة معناها الإضراب مثل ((بل)) فتقطع الكلام الأَول لتستأْنف كلاماً جديداً: (هلا زرتَ أَصدقاءَك الناجحين أَم أَنت معتزل) = (بل أَنت معتزل).
فإِذا كان ما بعدها مستنكراً أَضافت إلى معنى الإِضراب معنى الاستفهام الإِنكاري مثل: {أَمْ خَلَقُوا السَّماواتِ وَالأَرْضَ بَلْ لا يُوقِنُونَ} يعني: بل أَهم خلقوا السموات والأَرض؟!
بلللإِضراب عما تقدمها والاهتمام بما بعدها. وشرط العطف بها أن يكون المعطوف مفرداً لا جملة مثل: (ما سافر جيرانك بل خادمُهم).
فإِن وقعت بعد نفي أو نهي أَفادت تثبيت النفي أَو النهي لما قبلها، وثبوتَ ضده لما بعدها: ففي الجملة السابقة نفينا سفر الجيران وأثبتنا السفر لما بعد ((بل)) وهو (خادمهم) فكان معناها الاستدراك بمنزلة (لكن). وإن وقعت بعد جملة خبرية أَو أَمرية أفادت سلب الحكم عما قبلها وإثباته لما بعدها مثل: (ليشهدْ سليمٌ بل معاذٌ)، فقد أَلغينا أَمرنا لسليم وجعلناه لمعاذ.
فإذا أتى بعد ((بل)) جملة أصبحت حرف ابتداء ولم تعد حرف عطف، فإن أريد إبطال الحكم الذي قبلها كانت للإضراب الإبطالي مثل {أَمْ يَقُولُونَ بِهِ جِنَّةٌ بَلْ جاءَهُمْ بِالْحَقِّ}، وإن لم يرد إبطاله كانت للإضراب الانتقالي مثل: {أَأُنْزِلَ عَلَيْهِ الذِّكْرُ مِنْ بَيْنِنا بَلْ هُمْ فِي شَكٍّ مِنْ ذِكْرِي بَلْ لَمّا يَذُوقُوا عَذابِ}.
لكنللاستدراك، وشرط العطف بها أَن تسبق بنفي أَونهي، وأَلا تقترن بالواو، وأَن يكون المعطوف غير جملة، مثل: (لم يسافر الطلابُ لكنْ وكيلُهم، لا يقرأَنَّ ضعيفٌ لكنْ محسنٌ).
وتفيد إثبات النفي أَو النهي لما قبلها وجعلَ ضده لما بعدها، شأْنها في ذلك شأْن ((بل)).
فإذا نقص شرط من الشروط الثلاثة المذكورة لم تكن حينئذ عاطفة بل حرف ابتداء كأن يأتي بعدها جملة لا مفرد مثل:(ما قصر لكن مرض)، وكأن تقترن بالواو مثل: (وافق الطلابُ ولكن أخوك) (أي ولكن أخوك لم يوافق)، وكأَنْ لا يكون قبلها نفي أو نهي مثل: (سافروا لكنِ الرئيس أقام).
لاالنفي والعطف، مثل (نجح محمودٌ لا سليمٌ، أَحضروثائقَك لا كتبَكَ) وشرط العطف بها أَن يتقدمها جملة خبرية مثبتة أَو أَمر.
وتفيد إثبات الحكم لما قبلها ونفيه عما بعدها.
ملاحظةيجوز عطف الضمير على الاسم الظاهر والعكس، غير أنه لا يحسن العطف على ضمير الرفع المتصل أو المستتر إلا بعد توكيدهما بضمير منفصل
مثل: اذهبْ أَنت ورفيقُك، ذهبت أَنا ورفيقي، أَما: (اذهب ورفيقُك وذهبتُ ورفيقي) فغير حسن. فإِن فصل بين المعطوف والمعطوف عليه فاصلٌ ما مثل (ما ذهب خالد ولا حسن)